# Pachydissus samai
Pachydissus samai es una especie de escarabajo longicornio del género Pachydissus, tribu Cerambycini, subfamilia Cerambycinae. Fue descrita científicamente por Adlbauer en 2000.

## Descripción
Mide 25-39 milímetros de longitud.

## Distribución
Se distribuye por Burkina Faso, Costa de Marfil, Ghana, Uganda, República Centroafricana y Togo.